# Dramatic Lyrics
Poèmes dramatiques
Dramatic Lyrics (Poèmes dramatiques) est un recueil de poèmes anglais de Robert Browning, publié pour la première fois en 1842 en tant que troisième volume d'une série de livres à compte d'auteur intitulé Bells and Pomegranates (« Clochettes et Grenades »). Le recueil est particulièrement connu pour avoir inclus la première publication du poème de Browning, The Pied Piper of Hamelin (Le Joueur de flûte de Hameln), mais il contient également plusieurs des autres œuvres les plus connues du poète, tels que My Last Duchess (Ma dernière duchesse), Soliloquy of the Spanish Cloister (Soliloque du cloître espagnol), Porphyria's Lover (L'Amant de Porphyria), et Johannes Agricola in Meditation (Johannes Agricola en méditation). 

## Contenu
Bon nombre des titres originaux initialement donnés par Robert Browning à ses poèmes dans ce recueil diffèrent de ceux qu'il leur a donné plus tard, dans diverses éditions de ses recueils d'œuvres. Étant donné que Dramatic Lyrics a été initialement publié de façon confidentielle et à compte d'auteur, ces poèmes n'ont réellement atteint à la notoriété que lors de leurs parutions plus tardives, et ce sont les titres correspondants qui figurent ici. Les titres originaux sont en revanche rappelés en bas de l'article. 
- Cavalier Tunes :
  - Marching Along
  - Give a Rouse
  - Boot and Saddle
- My Last Duchess
- Count Gismond
- Incident of the French Camp
- Soliloquy of the Spanish Cloister
- In a Gondola
- Artemis Prologuizes
- Waring
- Rudel to the Lady of Tripoli
- Cristina
- Johannes Agricola in Meditation
- Porphyria’s Lover
- Through the Metidja to Abd-El-Kadr
- The Pied Piper of Hamelin

## Titres dans l'édition originale
- Cavalier Tunes; I. Marching Along; II. Give a Rouse; III. My Wife Gertrude (`Boot and Saddle').
- Italy and France; I. Italy ; II. France.
- Camp and Cloister; I. Camp (French); II. Cloister (Spanish).
- In a Gondola.
- Artemis Prologuizes.
- Waring; I.; II.
- Queen-worship; I. Rudel and The Lady of Tripoli; II. Cristina.
- Madhouse Cells; I. (Johannes Agricola.); II. (Porphyria.)
- Through the Metidja to Abd-el-Kadr, 1842.
- The Pied Piper of Hamelin; a Child's Story.

Italy and France se compose de My Last Duchess (Italy) et de Count Gismond (France).